# Henrik Lagerlöf (läkare)
Henrik Olof Henriksson Lagerlöf, född 15 december 1907 i Gustav Vasa församling i Stockholm, död 23 november 1999 i Ingarö församling i Stockholms län, var en svensk läkare och professor.
Henrik Lagerlöf tillhörde släkten Lagerlöf från Medelpad. Han var son till överste Henrik Lagerlöf och Svea, ogift Nordin, samt farfars bror till låtskrivaren Johan Lagerlöf. Efter akademiska studier blev han medicine licentiat i Stockholm 1934, medicine doktor 1942, docent i medicin vid Karolinska institutet 1943 och var professor där 1956–1974.
Lagerlöf hade olika läkarförordnanden vid Sankt Eriks sjukhus 1934–1950, var överläkare vid medicinska garnisons-avdelningen på Karolinska sjukhuset 1952–1955 efter ett år som tillförordnad, tjänstgjorde sedan vid medicinska kliniken på Serafimerlasarettet 1956–1957 och vid Karolinska sjukhuset 1958–1974. Vidare var han företagsläkare vid Vin & spritcentralen 1974–1979. Han författade skrifter om magtarmkanalen och cirkulation.
Henrik Lagerlöf var från 1937 gift med Karin Johansson (1913–1991). De fick en son Eric (1939–2019) som blev apotekare, huvudsakligen verksam vid Astra.

## Utmärkelser
- Kommendör av Nordstjärneorden, 3 december 1974.[4]